# Nati nel 1005
| Questa pagina contiene informazioni ricavate automaticamente dalle voci biografiche con l'ausilio del template Bio e di un bot. L'aggiornamento è periodico e automatico e ricostruisce completamente la pagina. Se manca una persona in questa lista, sei pregato di non aggiungerla, ma accertati piuttosto che la sua voce biografica contenga il template Bio e che i dati anagrafici siano correttamente compilati. Se il template Bio manca, inseriscilo tu stesso o, in alternativa, metti l'avviso {{tmp\|Bio}} che ne segnala la mancanza. Se i dati riportati sono sbagliati, correggi direttamente la voce biografica; le modifiche saranno visibili in questa lista entro pochi giorni. Per chiarimenti vedi il progetto biografie. La lista contiene solo le 6 persone che sono citate nell'enciclopedia e per le quali è stato implementato correttamente il template Bio. Pagina aggiornata al 18 feb 2025. |

- 20 giugno - Al-Zahir li-iʿzaz al-Din Allah, sovrano egiziano († 1036)
- Alfred Aetheling, nobile inglese († 1036)
- Papa Clemente II, papa e vescovo tedesco († 1047)
- Isacco I Comneno, imperatore bizantino
- Federico I di Ratisbona, nobile tedesco († 1075)
- Macbeth di Scozia, nobile e militare scozzese († 1057)